# Nikol'skoe (Oblast' di Leningrado)
Nikol'skoe, (in russo Никольское?), è una città della Russia, sul fiume Tosna, nell'Oblast' di Leningrado, che si trova a 40 chilometri a sud-est di San Pietroburgo. Fu fondata nel 1710 su ordine di Pietro il Grande.